# Атила Сас
А̀тила Сас (на унгарски: Szász Attila) е унгарски телевизионен и кинорежисьор, сценарист, продуцент и журналист, носител на наградата „Балаж Бела“.

## Живот и кариера
Роден е на 23 октомври 1972 г. в Солнок. През 1991 г. завършва местната гимназия „Ференц Вершеги“. В периода 1992 – 1996 г. е студент в Университета за театрално и филмово изкуство, където се дипломира като продуцент. Първо работи като филмов критик, след това основава своя собствена филмова компания и започва да се занимава с киноразпространение. По-нататък работи и като пиар-специалист в компании като Водафон и Макдоналдс. През 2000 г. става главен редактор на списание „VOX“. Прави първата си реклама през 2001 г., след което се отказва от журналистиката. Създава първия си късометражен филм през 2004 г.
През 2002 г. се жени за Дора Шалац. Имат две деца.

## Филмография (като режисьор)
- „Сега се виждам, сега не се виждам“ /Most látszom, most nem látszom/ (2005)
- „Посланикът в Берн“ /A berni követ/ (2014)
- „Полусвят“ /Félvilág/ (2014)
- „Вечна зима“ /Örök tél/ (2018)
- „Кратки приказки“ /Apró mesék/ (2019)